# Marcel Simon (Fußballspieler)
Marcel Simon (* 20. Januar 1994 in Aachen) ist ein deutscher Fußballspieler.

## Karriere
Simon wechselte 2006 von Rhenania Richterich zu Alemannia Aachen. Er spielte in der B- und A-Jugend in der U-17-Bundesliga und in der A-Junioren-Bundesliga. Am 3. Februar 2013 gelang ihm bei der 1:2-Niederlage gegen die U 19 von Arminia Bielefeld in der 56. Minute ein Treffer zum 1:1-Zwischenstand. Seine erste Partie in der Mittelrheinliga absolvierte er am 17. Februar 2013, dem 16. Spieltag, beim 2:1-Erfolg über den SC Brühl 06/45. Für die Profis von Alemannia Aachen kam Simon am 18. Mai 2013, dem letzten Spieltag der Drittligasaison 2012/13, erstmals zum Einsatz. Bei der 0:4-Niederlage beim VfL Osnabrück wurde Simon nach dem Platzverweis von Stammtorhüter Mark Flekken in der 51. Minute eingewechselt.
Simon stand von November 2013 bis Sommer 2014 bei Sportfreunde 1919 Düren in der Landesliga Mittelrhein unter Vertrag. Er wechselt anschließend in die Rheinlandliga zu TuS Mosella Schweich. Dort hütete er zwei Jahre das Tor. Nach dem Abstieg der Mosella wechselte er im Sommer 2016 zum VfL Trier. Dort ist er als Feldspieler in der Kreisliga B Trier/Saar aktiv.